# Indis Snake
Indis snake (de l'anglès Snake Indians) és un nom col·lectiu donat als grups amerindis paiute del nord, bannock i xoixoni.
El terme va ser utilitzat ja en 1739 pel comerciant i explorador francès Pierre Gaultier de Varennes, Sieur de la Vérendrye, quan va descriure el que va sentir dels Gens du Serpent ("gent de la serp") als mandans. Aquest és probablement el primer esment escrit del poble xoixoni. El terme "snakes" també s'utilitza per referir-se al xoixoni per exploradors britànics David Thompson i Anthony Henday.
Aquest terme va ser àmpliament utilitzat pels immigrants americans a l'Oregon Trail a les valls del riu Snake i del riu Owyhee al sud d'Idaho i a l'est d'Oregon. El terme "Snake Indian" més tard va incloure les tribus paiute del nord trobades a les conques entre la Serralada de les Cascades i les valls entre Oregon, el nord de Nevada i nord-est de Califòrnia. Aquestes pobles foren els oponents dels voluntaris de Califòrnia i Oregon i Exèrcit dels Estats Units d'Amèrica, a la Guerra Snake.